# Jamur Atu Jaya
Jamur Atu Jaya is een bestuurslaag in het regentschap Bener Meriah van de provincie Atjeh, Indonesië. Jamur Atu Jaya telt 591 inwoners (volkstelling 2010).